# Stein Winge
Stein Winge, född 10 november 1940 i Oslo, död 26 februari 2024, var en norsk teaterregissör och skådespelare.

## Biografi
Stein Winge, vars far var konstnären Sigurd Winge, var utbildad skådespelare vid Statens Teaterhøgskole i Oslo. Hans debut som regissör var en uppsättning av William Shakespeares Hamlet på Trøndelag Teater 1972 som också blev hans genombrott. 1982-1987 var han konstnärlig ledare för Nationaltheatrets annexscen Torshovteatret i Oslo och 1990-1992 var han chef för Nationaltheatret. Han regisserade även opera och för TV. Från 1999 var han chefsregissör på Den Norske Opera. 
Hans signum som regissör var att göra lekfullt teatrala och expressiva nytolkningar och demonteringar av klassiker. Han gjorde ett flertal uppsättningar av pjäser av Shakespeare och Henrik Ibsen på Nationaltheatret och Det Norske Teatret i Oslo samt Den Nationale Scene i Bergen. Winge räknades som en av Nordens mest tongivande regissörer. 1986 gjorde han en uppmärksammad uppsättning av Johann Wolfgang von Goethes Faust på Det Norske Teatret.
Winges första framträdande i Sverige skedde 1987 med Det Norske Teatrets gästspel på Göteborgs stadsteater med Hamlet av William Shakespeare, med Bjørn Sundquist i titelrollen. Därefter regisserade Winge teater och opera ett flertal gånger i Sverige. 1990 gjorde han Shakespeares Richard III på Göteborgs stadsteater med Göran Ragnerstam. På samma teater regisserade han 1993 Nikolaj Gogols Revisorn i översättning av Hjalmar Dahl. På Dramaten satte han 1998 upp Folkets fiende av Ibsen i översättning av Klas Östergren och med Krister Henriksson i huvudrollen. 2000 återkom han till Dramaten för uppsättningen av Det blodiga parlamentet (Henrik VI och Richard III) av Shakespeare i översättning av Ulf Peter Hallberg på Elverket med bland andra Reine Brynolfsson och Staffan Göthe.
På 2000-talet gjorde en serie operauppsättningar. 2002 regisserade han Den flygande holländaren av Richard Wagner på Malmö musikteater och samma år Wolfgang Amadeus Mozarts Don Juan på Kungliga Operan. 2003 var han tillbaka på Malmö musikteater för uppsättningen av Giacomo Puccinis La Bohème och 2004 gjorde han Livet med en idiot av Alfred Schnittke på samma teater.
Bland utmärkelser han tilldelades kan nämnas Heddaprisen 1999, Sankt Olavs orden 2001 och Oslo bys kulturpris 2005.

## Filmografi

### Roller
- 1966 - Afrikaneren
- 1984 - Papirfuglen
- 1990 - Døden på Oslo S

### Regi
- 2002 - Don Juan